# Gu Cheng
Gu Cheng, född 24 september 1956 i Peking, död 8 oktober 1993 i Auckland, Nya Zeeland, var en kinesisk poet som var en framträdande representant för den så kallade "dunkla poesin" (Menglong shi).
Gu gick endast tre år i skolan men lärde sig genom självstudier kinesisk litteratur och historia. Han arbetade bland annat som snickare. Gu Cheng framträdde som poet i samband med det kulturella töväder som uppstod efter Deng Xiaopings maktövertagande i Kina 1979 och var en av grundarna av den litterära tidskriften Idag (Jintian).
1987 utvandrade Gu Cheng till Nya Zeeland, där han undervisade vid universitetet i Auckland. I oktober 1993 tog Gu Cheng livet av sig efter att ha åsamkat sin fru livshotande skador.